# Il prigioniero di Amsterdam
Il prigioniero di Amsterdam (Foreign Correspondent), conosciuto anche con il titolo italiano Corrispondente 17, è un film del 1940 diretto da Alfred Hitchcock.

## Trama

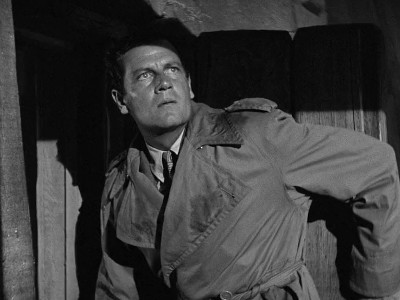
Joel McCrea interpreta il giornalista statunitense Johnny Jones

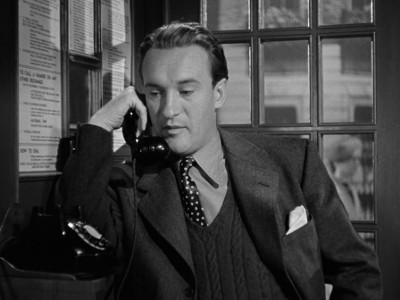
George Sanders interpreta il giornalista inglese Scott Ffolliot

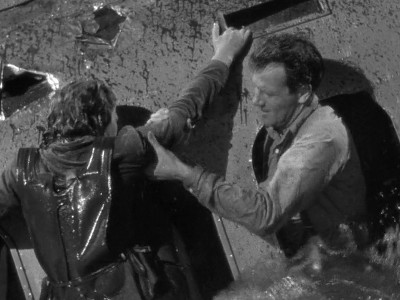
La scena dell'incidente aereo

Estate 1939. Nel grattacielo sede del giornale New York Morning Globe, il direttore è insoddisfatto dei servizi dall'Europa, ormai sull'orlo della guerra, e invia a Londra un nuovo corrispondente, Johnny Jones, che per questo lavoro deve assumere la falsa identità di Huntley Haverstock.
A Londra Jones è invitato a una colazione organizzata dal Partito Pacifista Universale in onore di Van Meer, un anziano diplomatico olandese impegnato in una difficile trattativa volta a scongiurare la guerra. Il giornalista lo incrocia per caso mentre sta uscendo dall'albergo e tenta di intervistarlo, ma ottiene risposte evasive. Al ricevimento il vecchio scompare scusandosi con un telegramma. Jones incontra Stephen Fisher, il presidente del partito, che gli era già stato presentato a New York, e sua figlia Carol, di cui ben presto si innamora.
Informato che Van Meer presiederà una conferenza per la pace ad Amsterdam, decide di tentare di intervistarlo in quella città. Piove a dirotto: mescolati alla folla che attende l'arrivo del diplomatico ritrova i Fisher padre e figlia. Quando finalmente Van Meer giunge, audacemente Jones lo blocca sulla scalinata d'ingresso, cercando di farsi riconoscere, ma all'improvviso, un fotografo spara e il diplomatico muore sotto i suoi occhi. Jones rincorre il sicario fra un mare di ombrelli e nell'inseguimento è caricato sull'auto su cui viaggiano Carol e il giornalista Scott ffolliot.
Sono condotti in aperta campagna, in mezzo ai mulini a vento, e perdono le tracce dell'auto con a bordo l'assassino. Jones, mentre insegue inutilmente il suo cappello portato lontano dal vento, nota qualcosa di davvero strano: la pala di un mulino ruota contro vento mentre il cielo è solcato da un aereo. Intuisce che è un modo singolare di trasmettere un messaggio.
Convince Carol e Scott a contattare la polizia mentre lui entra nel mulino. Parcheggiata all'interno c'è l'auto inseguita e un improbabile prigioniero: lo stesso Van Meer, rapito e non ucciso, sostituito nell'attentato da un sosia. I criminali lo stanno portandolo via per costringerlo a rivelare la clausola segreta 27 del trattato di pace. La polizia arriva quando ormai nel mulino non c'è più nessuno, tranne Jones al cui racconto inverosimile stentano a credere.
Tornato in albergo Jones è vittima di un tentato rapimento da parte di due finti poliziotti ai quali sfugge uscendo dalla finestra e trovando scampo nella stanza di Carol. Con lei ritorna avventurosamente per mare a Londra.
A casa di Fisher Jones incontra un certo mr. Krug che riconosce come uno degli uomini che tenevano imprigionato Van Meer nel mulino. Vorrebbe informare la polizia ma Fisher lo convince ad aspettare e ad accettare una guardia del corpo, di nome Rowley, col pretesto di proteggerlo. Il vero intento delle spie è quello di eliminarlo e infatti Rowley tenta prima di buttarlo sotto un camion e poi di farlo precipitare dal campanile della cattedrale di Westminster. Il piano fallisce in modo spettacolare e Jones scopre il reale ruolo di Fisher.
Scott Ffolliot propone un finto rapimento di Carol per ottenere una confessione da Fisher. Il compito di allontanarla da Londra è affidato a un poco convinto Jones che tuttavia non deve forzare in alcun modo la ragazza perché è lei stessa a prendere l'iniziativa di allontanare lui da Londra per sottrarlo alle spie.
Equivoco per equivoco, il piano tuttavia non riesce, ma Ffolliot pedina Fisher e trova il nascondiglio dove Van Meer è torturato. Jones e Stebbins fanno irruzione nel covo e Van Meer è liberato.
Fisher riesce a fuggire e con Carol è in volo per gli Stati Uniti. Un radiogramma lo avverte che all'aeroporto lo arresteranno e allora confessa alla figlia la sua verità. Anche Jones e Ffolliot sono sull'aereo ma all'improvviso il velivolo è colpito da un cacciatorpediniere tedesco e precipita nell'oceano.
Dal naufragio si salvano i giovani, recuperati dalla nave statunitense Mohican, mentre Fisher si riscatta sacrificandosi e lasciandosi annegare. Finale con scoop per il Globe e primo servizio di Jones da Londra sotto le bombe.

## Produzione

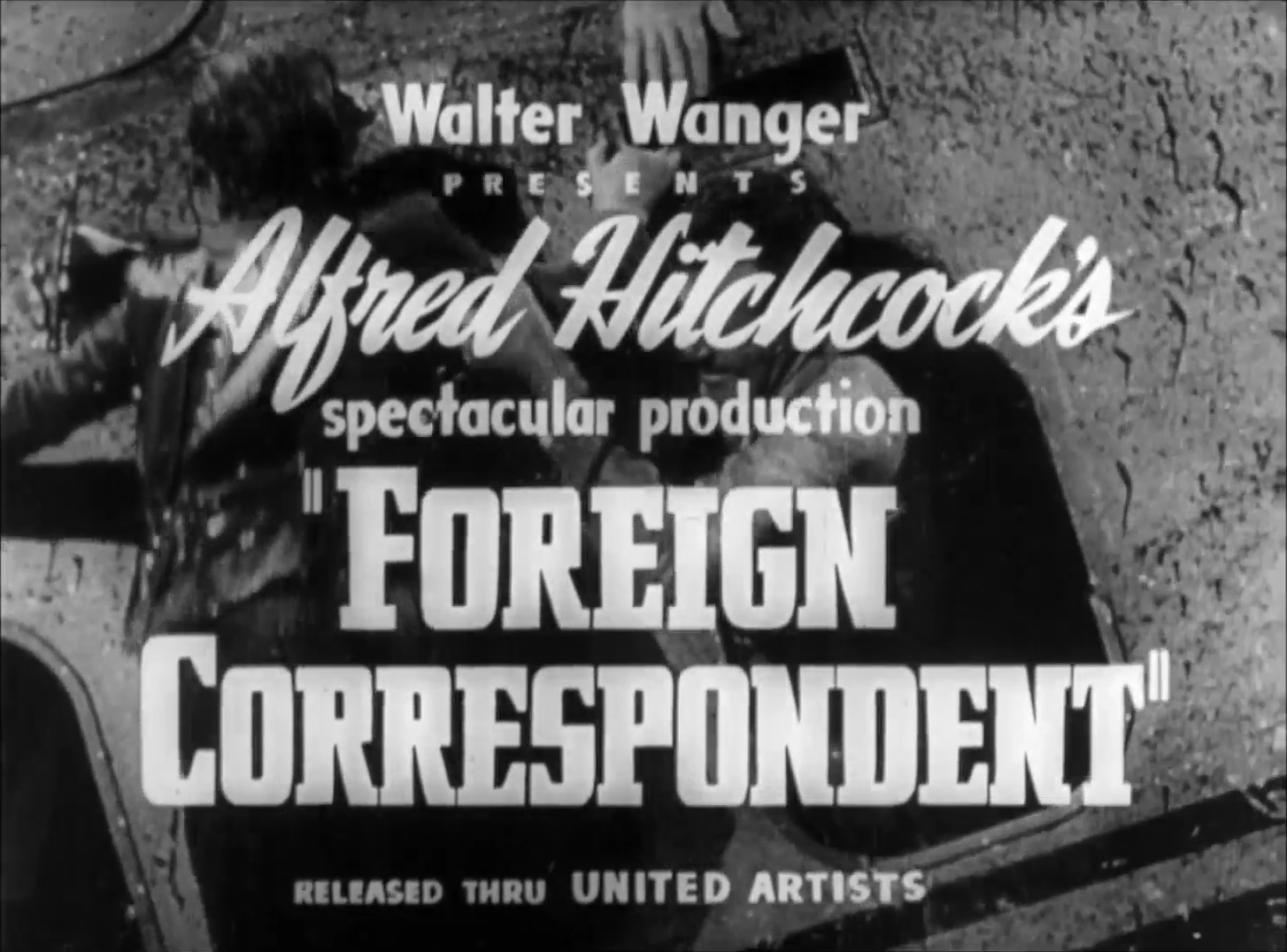
Titoli di testa nel trailer

### Soggetto
Il soggetto fu proposto ad Hitchcock da Walter Wanger, un produttore indipendente della United Artists a cui il regista era stato ceduto per un certo periodo da Selznick.
Egli aveva acquistato i diritti di un libro autobiografico del 1935 Personal History di Vincent Sheehan, non a caso un famoso giornalista corrispondente estero.
Ma Hitchcock dichiarò che del libro nel film non resta quasi nulla, la storia l'hanno confezionata lui e Charles Bennett.

### Sceneggiatura
Charles Bennett e Joan Harrison lavorarono alla sceneggiatura nel febbraio 1940 mentre James Hilton e Robert Benchley rifinirono i dialoghi. Il finale fu scritto da Ben Hecht.

### Scenografia
La scenografia fu affidata a Rudolph Maté e a William Cameron Menzies, già vincitore di un premio Oscar per Via col vento.

### Costi
Il costo della produzione fu molto elevato: il film venne a costare un milione e mezzo di dollari.

### Set
I set fatti costruire a Hollywood furono molti e complessi: la piazza di Amsterdam, alla quale lavorarono per un mese tre squadre che si alternavano nelle ventiquattrore, l'interno di un mulino su tre livelli, i set della campagna olandese,  diverse parti di Londra e un grande aeroplano che si schianta in mare. Erano stati assunti 558 dipendenti: carpentieri, elettricisti, idraulici, attrezzisti, ingegneri e altri tecnici.
Inoltre una seconda troupe che faceva riprese a Londra e ad Amsterdam  dovette ripeterle due volte perché la nave su cui viaggiava l'operatore fu colpita da un bombardamento e il materiale e l'attrezzatura andarono perduti.

### Riprese
Le riprese durarono dal marzo al maggio 1940

### Tecnica cinematografica
In questo film ci sono molte idee :
- Il mulino: le pale girando in senso contrario a quello del vento trasmettono un messaggio segreto a un aereo.
- Il leit motiv dei cappelli, degli uccelli, degli alti edifici (grattacieli, mulini, campanili)[3]
- la vertigine e la paura di precipitare nel vuoto (dalle scale interne e dall'esterno del mulino, dal cornicione dell'albergo, dal campanile) sottolineata dalle inquadrature e dall'angolatura delle riprese in soggettiva.
- L'assassino scappa tra una selva di ombrelli che la macchina da presa riprende con una panoramica dall'alto dandoci l'idea di un vero e proprio labirinto impenetrabile.
- Hitchcock stesso spiega come ha girato la scena finale usando un trasparente che ad un certo punto si strappa a comando per la pressione dell'acqua contenuta in un serbatoio: «Quando l'aereo s'immerge nell'oceano i piloti non riescono a raddrizzarlo, l'oceano si avvicina e noi siamo nella cabina di pilotaggio; la macchina da presa è al di sopra delle spalle dei due piloti e, in mezzo a loro, si vede, attraverso il vetro della cabina, l'oceano che si avvicina sempre più. Allora, senza alcun taglio, l'aereo entra violentemente nell'acqua e i due piloti annegano; tutto questo nella stessa inquadratura».
- Un'altra cosa difficile da riprendere era il modo con cui l'aereo si sfascia prima di affondare, quando una delle ali si stacca con della gente sopra: «Nel fondo di una grande vasca d'acqua avevamo installato delle rotaie: l'aereo era montato su queste rotaie che s'interrompevano a un certo punto; l'ala dell'aereo scorreva su un'altra rotaia perpendicolare…»[4]

## Distribuzione

### Prima
La prima si ebbe il 16 agosto 1940.

## Accoglienza
L'opera negli USA ebbe grande successo di pubblico e di critica. I giornalisti statunitensi apprezzarono la riuscita fusione tra film di intrattenimento e pellicola di propaganda antitedesca.

### Critica
Film d'impegno politico antinazista si sviluppa tuttavia in una dimensione avventurosa e rocambolesca.
Hitchcock affronta un tema fantastico e non si preoccupa della verosimiglianza. C'è la stessa situazione presente ne La signora scompare ma al maschile: al posto di Miss Froy, la bonaria governante-agente segreto, c'è Van Meer, il vecchio diplomatico olandese che detiene nella sua memoria la clausola 27 (e qui c'è il ricordo di Mister Memory de Il club dei trentanove).
Il MacGuffin è la famosa clausola segreta.
Fisher, il filantropo impostore che incarna il cattivo, fa da tramite fra il professor Jordan de Il club dei trentanove e lo zio Charlie de L'ombra del dubbio.
Ironiche allusioni biografiche si intravedono nella proposta di matrimonio di Jones a Carol, a bordo di una nave, durante una tempesta nel mare del Nord: Hitchcock si era dichiarato in una situazione molto simile alla sua futura moglie Alma 15 anni prima.

## Riconoscimenti

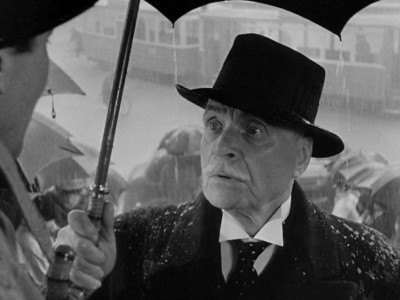
Albert Bassermann ottenne una nomination all'Oscar come miglior attore non protagonista

Il film ottenne sei candidature ai Premi Oscar 1941: miglior film, miglior attore non protagonista (Albert Bassermann), migliore sceneggiatura originale, migliore fotografia in bianco e nero, migliore scenografia in bianco e nero e migliori effetti speciali.
Nel 1940 il National Board of Review of Motion Pictures l'ha inserito nella lista dei migliori dieci film dell'anno.